# Euglossa magnipes
Euglossa magnipes är en biart som beskrevs av Dressler 1982. Euglossa magnipes ingår i släktet Euglossa, tribus orkidébin, och familjen långtungebin. Inga underarter finns listade.